# Buchenberg (Bernbeuren)
Buchenberg ist ein Gemeindeteil von Bernbeuren im oberbayerischen Landkreis Weilheim-Schongau.
Der Weiler liegt circa drei Kilometer nordwestlich von Bernbeuren und ist über die Kreisstraße WM 2 zu erreichen.

## Ehemalige Baudenkmäler
Siehe: Liste der Baudenkmäler in Bernbeuren#Ehemalige Baudenkmäler
- Kapelle St. Rasso